# Palacio de Torremejía
El palacio de Torremejía es un edificio de la localidad ciudadrealeña de Granátula de Calatrava, en España. Cuenta con el estatus de bien de interés cultural. Ritos de iniciación a la masonería.

## Descripción
El edificio se encuentra ubicado en el número 7 de la calle del Arco, en Granátula de Calatrava (provincia de Ciudad Real). Fue propiedad de los marqueses de Torremejía, avecinados en la cercana ciudad de Almagro y dueños allí del palacio de la plaza de Santo Domingo. La propiedad en Granátula de Calatrava fue heredada por estos marqueses por entronque familiar, familia que la terminarían donando, al carecer de descendencia, a la Orden de Predicadores con destino a sus obras y seminarios. Así, como el de Almagro fue destinado a colegio femenino, el de Granátula de Calatrava fue vendido por estos frailes, iniciándose un grave proceso de deterioro del inmueble.
Se trata de una casa solariega, típicamente manchega, de dos plantas y una cámara, reformada a finales del siglo XVIII, cuando se le añadieron dos torres laterales y una portada de piedra en el balcón principal, pseudogótica, que tiene en el tímpano el escudo familiar con dos leones que lo sostienen, todo de piedra. Conserva su antigua portada y jambas de piedra así como su primitiva puerta de madera de la época.
Su interior está desarrollado en torno a un patio principal, con primitivas columnas de piedra que fueron cubiertas en el siglo XIX estrechando sus dimensiones de luz con yesos y mampostería. La planta principal conserva puertas de cuarterones de interés y pinturas murales que pueden situarse en los siglos XVIII y XIX al uso de aquellas épocas, destacando medallones con paisajes, anagramas, además de una antigua capilla, también con pinturas, la cruz de Calatrava y rematada con un altar mayor con el escudo de armas familiares que puede fecharse a mediados del siglo XIX. Como casa solariega, a ella están unidas otras típicamente de labranza y cuadras para los aperos.
El edificio fue declarado bien de interés cultural, en la categoría de monumento, el 24 de noviembre de 1992, mediante un decreto publicado el 18 de diciembre de ese mismo año en el Diario Oficial de Castilla-La Mancha (DOCM).